# Katariina Tuohimaa
Katariina Tuohimaa (* 28. April 1988 in Helsinki) ist eine ehemalige finnische Tennisspielerin.

## Karriere
Tuohimaa bevorzugte Hartplätze. Sie spielte vor allem Turniere der ITF Women’s World Tennis Tour, wo sie fünf Titel im Doppel gewinnen konnte.
Bei den Wimbledon Championships 2006 trat sie sowohl im Juniorinneneinzel als auch mit ihrer Partnerin Lena Litvak im Juniorinnendoppel an, schied aber in beiden Wettbewerben nach der ersten Runde aus.
Sie spielte 2006 jeweils drei Einzel und Doppel in der finnischen Fed-Cup-Mannschaft, wo sie alle ihre sechs Begegnungen verlor.
Ihr letztes Profiturnier spielte sie im November 2010. Von Januar 2006 bis Juli 2008 wurde sie in den Weltranglisten geführt.

## Turniersiege

### Doppel
| Nr. | Datum             | Turnier     | Kategorie   | Belag             | Partnerin            | Finalgegnerinnen                | Ergebnis |
| --- | ----------------- | ----------- | ----------- | ----------------- | -------------------- | ------------------------------- | -------- |
| 1.  | 1. Oktober 2005   | Volos       | ITF $10.000 | Teppich           | Nicole Clerico       | Katalin Marosi Marina Tavares   | 6:4, 6:2 |
| 2.  | 19. August 2006   | Savitaipale | ITF $10.000 | Sand              | Piia Suomalainen     | Davinia Lobbinger Alise Vaidere | 7:5, 6:3 |
| 3.  | 18. November 2006 | Sunderland  | ITF $10.000 | Hartplatz (Halle) | Piia Suomalainen     | Laura Haberkorn Martina Pavelec | 6:3, 6:4 |
| 4.  | 21. Juli 2007     | Garching    | ITF $10.000 | Sand              | Oksana Kalaschnikowa | Franziska Klotz Evelyn Mayr     | 7:5, 6:3 |
| 5.  | 3. August 2007    | Tampere     | ITF $10.000 | Sand              | Piia Suomalainen     | Hanne Skak Jensen Marcella Koek | 6:2, 6:4 |